# Eulasia regeli
Eulasia regeli es una especie de coleóptero de la familia Glaphyridae.

## Distribución geográfica
Habita en Turkmenistán y Uzbekistán.